# The Gillette Company
Pour les articles homonymes, voir Gillette.
Gillette ou The Gillette Company est une entreprise américaine spécialisée dans les produits d'hygiène. Elle est une filiale du géant Procter & Gamble.

## Histoire
King Camp Gillette (1855-1932), Américain de Chicago né dans le Wisconsin, est le vendeur vedette de la « Crown Cork & Seal Company », une société spécialisée dans la fabrication de bouchons de liège. Le directeur de cette société, qui a remarqué sa prédilection pour le bricolage mécanique, lui suggère d’inventer quelque chose comme le bouchon Crown que l’on jette après usage, afin que le client en rachète. Cette idée obsède Gillette qui, un matin de 1885, alors qu’il aiguise son rasoir, a la vision d’un rasoir à tête démontable enserrant une lame mince jetable à double tranchant. Pour réaliser son idée, Gillette crée et installe, en 1901, dans un bureau situé au-dessus d'une poissonnerie de l'Atlantic Avenue, à Boston, l’American Safety Razor Company, qui devient, en 1902, la Safety Razor Company (Société des rasoirs de sûreté Gillette). La production commence dès l'année suivante, en 1903, Gillette vend 51 rasoirs et 168 lames. En 1904, le rasoir est breveté et ce sont 90 884 rasoirs et 123 648 lames qui sont fabriqués. Au début, les lames émoussées sont aiguisées, ce procédé est abandonné en 1906. Le problème posé par la fabrication d'une lame d'acier mince, coupante, à prix modique est résolu par William Nickerson, le seul employé de Gillette[source insuffisante].
Gillette étend ses activités à l'étranger. Il ouvre un magasin de vente à Londres, et crée à Paris une entreprise dans une usine de selles de bicyclette. En 1911, Gillette vend 35,6 millions de lames[réf. nécessaire].
Lors de la Première Guerre mondiale, le gouvernement américain équipe les soldats de trousses de toilette contenant des rasoirs, ce qui amène Gillette à livrer 4,2 millions de rasoirs aux forces armées[réf. nécessaire].
En 1928, le rasoir électrique est inventé, mais le rasage, étant plus agréable avec de l'eau et du savon, le rasoir de sûreté Gillette continue à progresser. En 1933, Gillette figure sur la liste des cent plus grandes entreprises mondiales. King Camp, retiré de son entreprise en 1931, meurt l'année suivante[réf. nécessaire].
En 1955, le groupe fait l'acquisition de Paper Mate ; depuis, le groupe a renforcé ses positions dans le secteur des stylos en faisant l'acquisition de Waterman en 1987 et en 1993, il acquiert Parker et Liquid Paper (stylo correcteur). D'autres diversifications ont eu lieu avec l'acquisition de Braun en 1967, Oral-B en 1984 et les piles Duracell en 1997. De 1972 à 1984, le groupe fut propriétaire de la marque de briquet Cricket. Duracell fut revendu à Berkshire Hathaway en 2014[réf. nécessaire].
Le 28 janvier 2005, le groupe Procter & Gamble annonce et réalise son intention de fusionner avec Gillette avec une offre de 57 milliards de dollars.
En décembre 2009, à la suite du scandale Tiger Woods, Gillette décide de retirer son parrainage au joueur de golf.
Début 2012, entre autres établissements, la firme a une usine à Boston employant 1 500 personnes. 700 pour fabriquer des lames et 800 pour concevoir et fabriquer les machines spéciales qui équipent les usines partout dans le monde[réf. nécessaire].
En 2016, la Cour d'appel de Paris a confirmé l'amende imposée à Gillette en 2014 pour entente sur les prix aux côtés d'une dizaine d'autres fabricants de produits d'hygiène et entretien.
Le groupe connaît des pertes très importantes au dernier trimestre 2018 (4,7 milliards d'euros) en raison de l'évolution des modes liées au rasage.
Une publicité télévisée de 2019 au Canada montre un père qui apprend à son fils adolescent transgenre comment se raser.